# Jean Baseilhac
Jean Baseilhac, genannt Frère Côme oder Frère Cosme (* 4. oder 5. April 1703 in Pouyastruc bei Tarbes; † 8. Juli 1781 in Paris) war ein französischer Chirurg.

## Leben
Baseilhac kam aus einer Familie von Chirurgen und erlernte die Chirurgie bei seinem Onkel in Lyon. Ab 1726 war er am Hôtel-Dieu in Paris tätig. Er war Leibarzt beim Bischof von Bayeux und trat 1729 dem Zisterzienserorden (Bernhardiner) im Kloster der Feuillants bei, unter der Voraussetzung, dass er weiter chirurgisch wirken konnte. Baselheic hatte einen weitverbreiteten Ruf als Lithotomus (Steinschneider). 
Aus seinen Honoraren gründete er 1753 ein Armenhospital.
1748 führte er ein gedecktes, schmale und etwas gebogenes Messer für den Steinschnitt ein (Lithotome caché), das mittels einer Feder aus seiner Scheide herauspringt und so den Hals der Harnblase durchschneiden. Er erfand zudem eine Zange zur Blasensteinzertrümmerung. Außerdem verhalf er dem suprapubischen Steinschnitt durch die Erfindung einer Pfeilsonde zum Durchbruch und erfand einen gekrümmten Trokar für den Blasenstich. In Bezug auf die Verbesserung der Instrumente zum Steinschnitt kam es zu einer Kontroverse mit Claude-Nicolas Le Cat, der auch auf diesem Gebiet aktiv war.
Er befasste sich auch mit dem Starstich und erfand auch dafür neue Instrumente.
Zu seinen Schülern gehört Marie-Vincent Talochon.

## Schriften
- Recueil de pièces importantes sur l’opération de la taille fait par le lithotome caché. Paris 1751.
- Nouvelle méthode d’extraire la pièrre de la vessin urinaire par-dessus le pubis. Paris 1779.